# Broigne
Pour les articles homonymes, voir Brogne.

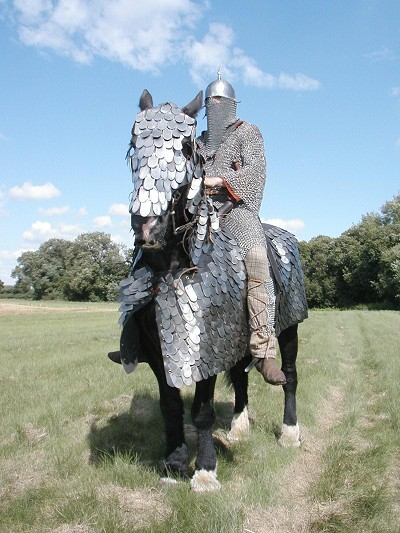
Cataphractaire avec une cotte d'écailles

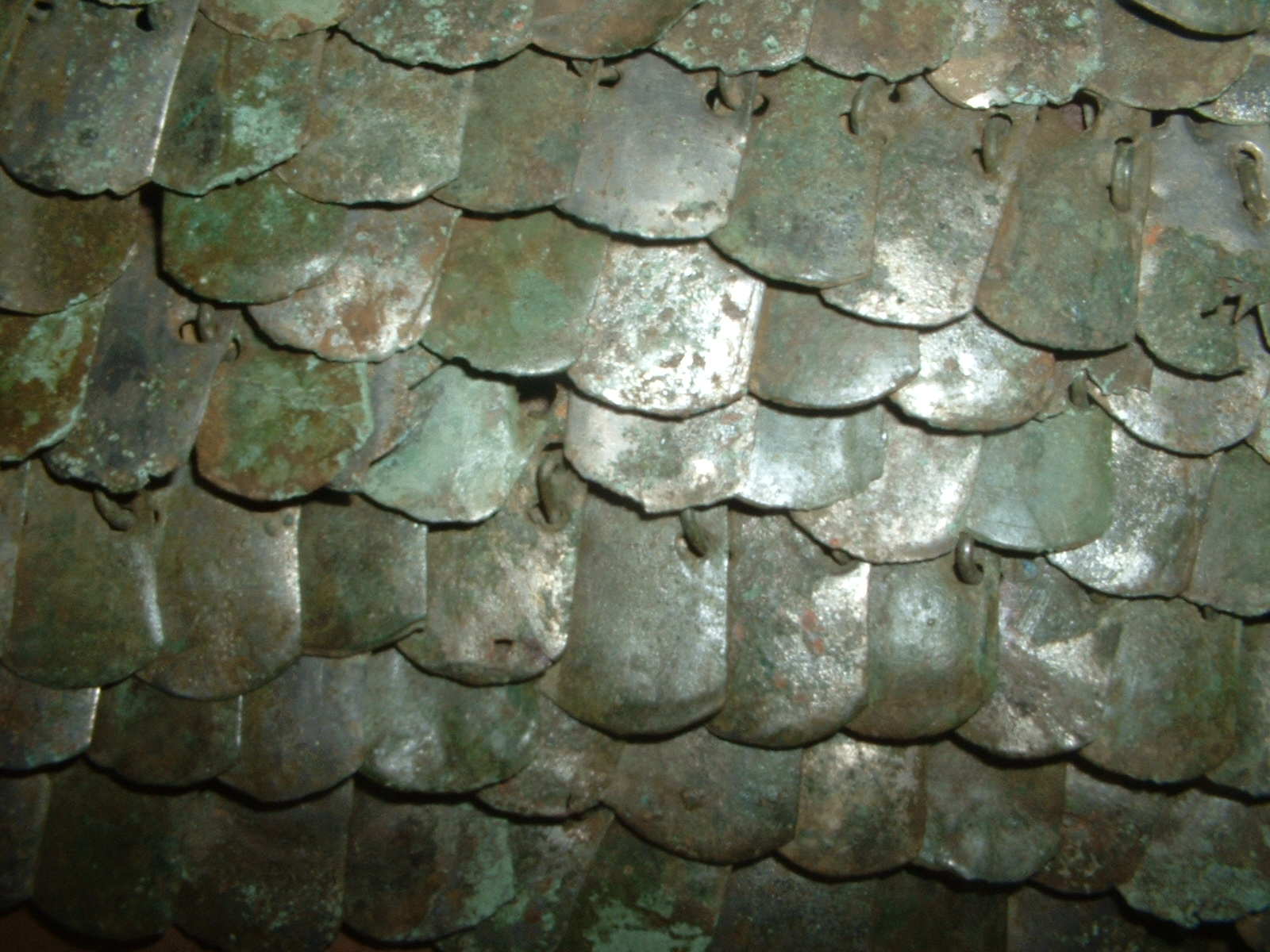
Cotte d'écailles romaine (lorica squamata) - détail

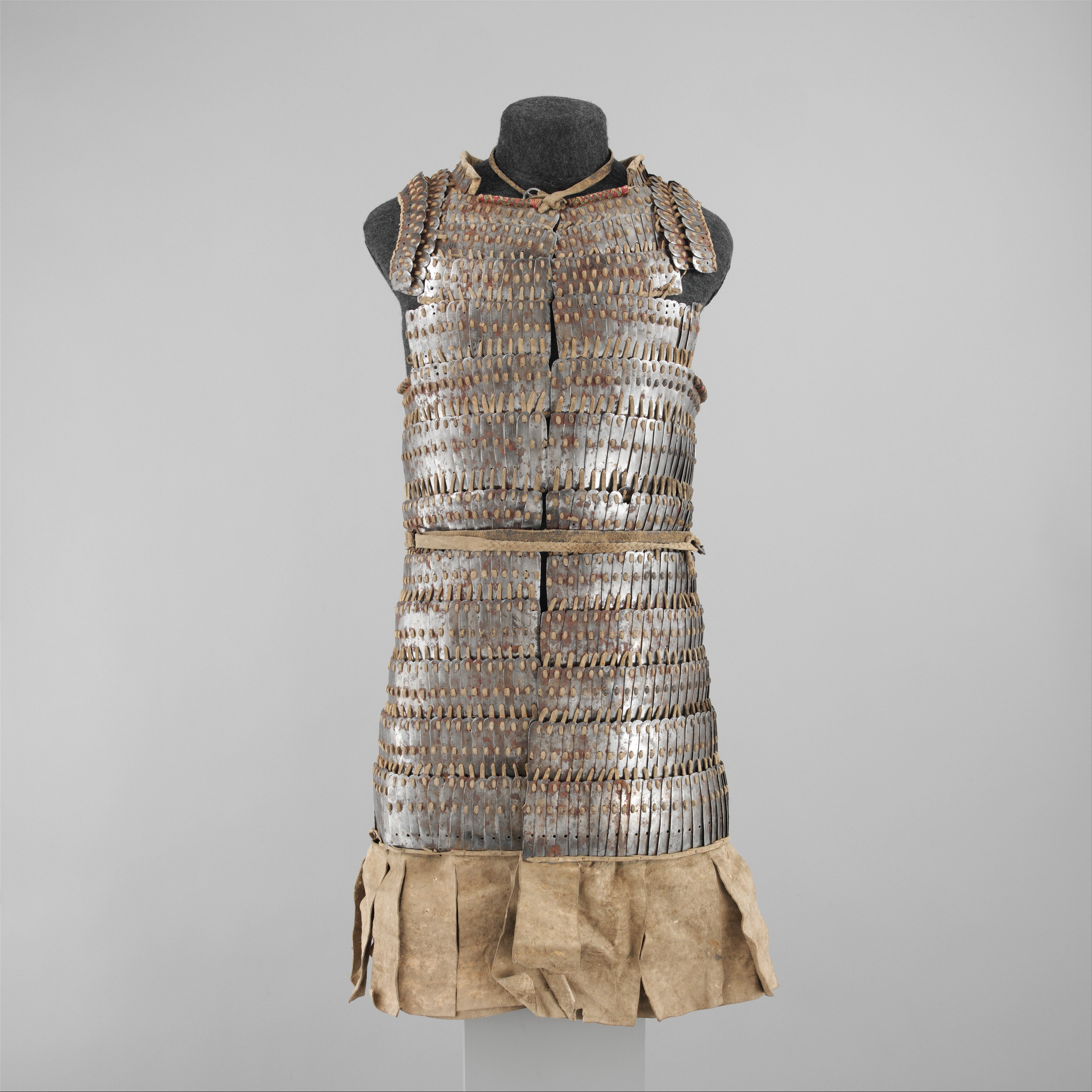
Armure lamellaire tibetaine

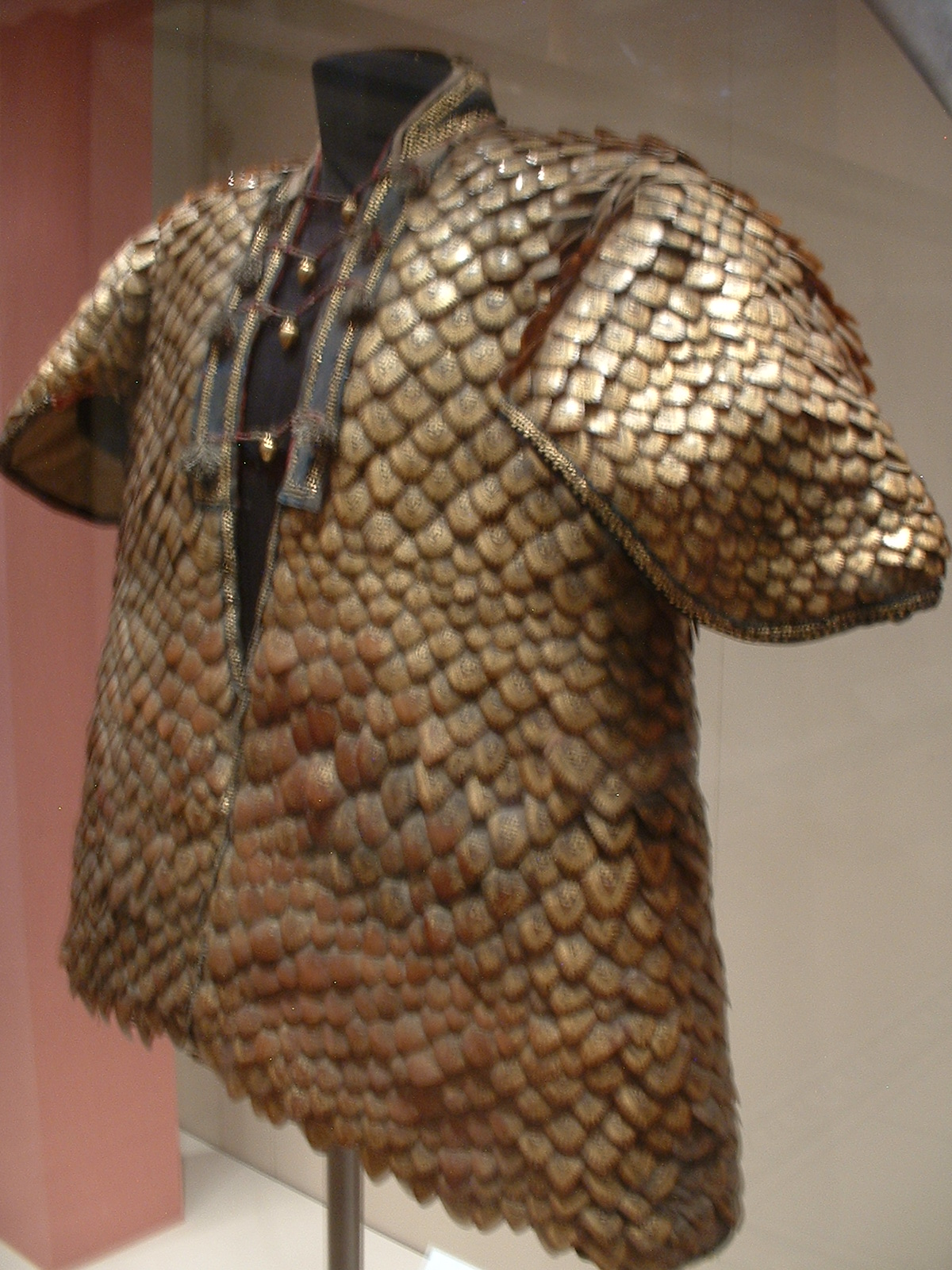
Cotte d'écailles indienne, en écailles de pangolin

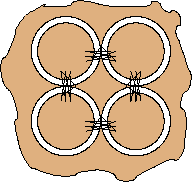
Hypothèse (aujourd'hui abandonnée) de la broigne d'anneaux plaqués où des anneaux auraient été cousus sur un support

La broigne ou brogne est une défense corporelle carolingienne, métallique, protégeant le thorax. Son existence est attestée dans les écrits, mais aucune trouvaille archéologique ne permet de savoir ce que recouvre exactement le terme. 
 Les broignes furent utilisées jusqu'au début du XIVe siècle, voire à la fin du XVe siècle en Hainaut (français et belge)[réf. nécessaire].

## Étymologie
Broigne est d'abord mentionné sous la forme bronie dans l’un des plus vieux textes de la langue française (Vie de saint Alexis, 83a, XIe siècle), puis brunie dans la Chanson de Roland (ligne 1372, XIe siècle), enfin broigne dès 1130 - 1160, cependant les gloses de Reichenau attestent du mot sous la forme brunia dès le VIIIe siècle.
Il s'agit d'un emprunt au vieux bas francique que l’on restitue sous la forme *brunnia ou *brunnjā au sens possible de « protection en cuir pour la poitrine du combattant », et que l'on peut déduire du vieux haut allemand brunia / brunna / brunnī « cotte de mailles, armure, protection » (> allemand moderne Brünne), du vieux saxon brunnia, du moyen bas allemand bronnie, de l'anglo-saxon byrne « cotte de mailles, armure, protection », ainsi que du vieux norois brynja « cotte de mailles, armure, protection, plastron »,. L'étymon proto-germanique *brunjǭ possédait vraisemblablement le sens général de « protection pectorale, plastron ».
Le terme germanique lui-même est peut-être un emprunt au celtique (gaulois) brunnio- / brunnio- « poitrine, sein » cf. vieil irlandais bruinne « poitrine, sein » > *brunia > bronia « poitrine », avec évolution sémantique par métonymie de « poitrine » à « cuirasse de poitrine ». La mot gaulois se perpétue dans les dialectes français et langues régionales : Maine bronne « téton » / broner « téter » ; Normandie brongnes « mamelle » ; Berry abron « téton ».

## Description
Faute de trouvaille archéologique, on ne sait pas à quoi correspond exactement une Broigne. Cependant, de nombreuses armures métalliques sont représentées sur les sculptures, psautiers, ou miniatures de l'époque. Il existe donc plusieurs hypothèses.
- Parmi les historiens, le consensus veut que la Broigne désigne un autre objet que la cotte de mailles, régulièrement désigné autrement dans les sources. Ganshof, Braunfels, Merton insistent en effet sur le fait que ce serait une armure typiquement franque[2].
- Il pourrait s'agir une cotte d'écailles comme en avaient les romains, et avant eux les cataphractaires perses. Ces écailles ou plates sont cousues ou clouées sur un vêtement qui relie l'ensemble[N 1].
- Il pourrait également s'agir d'une armure lamellaire (comme il en existe chez les Vikings  ou au Tibet) ; dans ce cas les pièces de métal sont interconnectées (ex : liens en cuir) sans vêtement pour les relier.
- Enfin, une dernière hypothèse est celle de la broigne de plaques carrées. Il s'agit d'une hypothèse de Viollet-le-Duc uniquement basée sur des dessins de psautiers et les figurines d'un jeu d'échec incorrectement daté. Ses croquis et les mannequins qu'il fait réaliser pour le Musée de l'Artillerie influencent l'historiographie et les illustrations, mais on n'a finalement pas de trouvaille archéologique qui aille dans ce sens[2].

Aujourd'hui, les représentations longtemps populaires telles que la broigne d'anneaux plaqués, la broigne de cuir cloutée et la cotte de plaque sont considérées comme n'ayant pas eu d'existence historique.

## Armures à rapprocher de la broigne
La lorica squamata, ou armure d’écailles, était le modèle de broigne le plus courant dans l’Empire romain. Dans ce type de défense, le haut des plaquettes métalliques était cousu sur un cordon, lui-même cousu sur une chemise.
Les plaquettes se recouvraient les unes les autres (à la manière de tuiles) et offraient une surface continue de protection. Les macles n’étant pas maintenues par le bas, ce système était très sensible au coup de pointe. Par contre il était léger, facile à réparer et très souple (confort du combattant).
D'autres cottes de plaques sont créées ailleurs dans le monde et à d'autres époques. Elles sont constituées le plus souvent de fer, d’acier, de cuir laqué (Proche-Orient et Orient). L’écaille de tortue, le bois ou des plaquettes d’os ont aussi été utilisés quoique plus rarement.
La brigandine était un type de d'armure utilisée de la fin du XIVe au début du XVIIe siècle. Elle était constituée de plaquettes de fer rivées entre elles, prises entre deux couches de tissu. Les rivets traversaient aussi le tissu (ou cuir) du vêtement en général de façon décentrée (rivets gay). Le fait d’utiliser des rivets gay permettait aux macles de jouer entre elles afin de donner un peu de souplesse à l’ensemble. Les macles étaient souvent noircies ou étamées pour augmenter leur résistance à la rouille. Le vêtement servant de support était une sorte de gilet généralement sans manches. Ce système était relativement peu coûteux par rapport à un corselet (protection rigide du thorax fait de deux à six ou sept plates). Il était pratiquement aussi résistant, et plus imperméable. Cependant, il était aussi moins confortable qu’un corselet (rigidité) et plus lourd (pour pouvoir être rivées entre elles, les macles se chevauchaient, entraînant de lourdes épaisseurs supplémentaires). Les macles n’étant pas accessibles directement (entre les deux couches de tissu), l’entretien pouvait aussi poser un problème. Par contre les réparations d’urgence étaient relativement aisées.
Les cataphractaires et les Clibanari (ou clinbabarii) étaient des corps de « cavalerie lourde » d'origine Sarmato/Alains protégés par une cotte d'écailles quasi complète nommée cataphracte.
Les linothorax sont apparus en Grèce vers la fin du Ve siècle av. J.-C. Ils étaient constitués de couches de lin entrecollées. Ils existaient aussi en tant que jaques. Elles dérivent des cataphractes.
Au XIe siècle, le célèbre jeu d'échecs dit de Charlemagne montre un cavalier et un fantassin (pion) vêtus d'armures à éléments carrés, qui ont influencé Viollet-le-Duc pour sa proposition de restitution de Broigne.

## Patronyme dérivé de la broigne
Ce vêtement militaire, la broigne ou brogne, a donné naissance à des noms de familles nobles issus de prononciation locale en particulier dans le Lot et Lot-et-Garonne comme [Information douteuse]Labrunhie, Labrunie, etc[réf. nécessaire]. Ici les traces restent encore visibles sur des noms de communes : Lieu-dit Labrunie (47370 Bourlens), Lieu-dit Labrunie (24200  Vitrac) etc. Les origines de ce patronyme remonteraient aux alentours du XIIe siècle, où la vocation militaire de la noblesse commençait à être renforcée et à s’affirmer par une évolution de l’art militaire souvent pratiqué par ces derniers selon les règles de la chevalerie[réf. nécessaire].
Il a aussi donné son nom à ceux qui le fabriquaient ou le portaient comme sobriquet, devenu noms de familles sous les formes, selon les régions : Brognier, Brongnier, Brogniart, Broignart, Brongnard, Brongniard, Brougnard, etc..
Il fut même confondu et pris très longtemps par certains généalogistes pour un prénom. On sait à présent que c'était une erreur : longtemps des familles de noblesse immémoriale et militaire, dont la maison de Haynin (nord de la France et Belgique), portèrent ce surnom parce qu'ils se vêtaient de cette protection corporelle militaire.
On trouve chez ces seigneurs de Haynin, ce surnom jusqu'en 1476 :
- Jean IV, dit Brongnart, seigneur de Hainin, Anfroipret et du Broeucq,
- Pierre I, dit Brongnart, né v.1360 (époux de Jeanne du Chastel de la Howarderies) et Gd Bailli et conseiller de Guillaume Comte de Hainaut
- Jean, dit Brongnart, né le 5 avril 1458 à Louvignies, décédé après 1476, c'est le 3e fils de Jean VII dit le Chroniqueur né en 1423, chevalier, seigneur de Hainin, de Louvignies, d’Amfroipret, d’Oby et du Broeucq) et Marie de Roisin.

Nous sommes donc bien largement postérieurs au XIVe siècle, puisque 1476 est la troisième partie du XVe siècle.
Le chroniqueur est en lui-même une référence, étant spécialement connu pour avoir laissé ses Mémoires de Jean Sire de Hainin et de Louvignies et à avoir été le tout premier écrivain à utiliser le terme "wallon", particulièrement cher à nos amis hennuyers du côté belge.